# 母亲 (1926年电影)
《母亲》(英語：或)，1926年苏联电影，片长90分钟，俄语黑白无声片，导演伏塞沃洛德·普多夫金，由尼古拉·巴塔洛夫主演。

## 外部連結
- 關於《母親》的中文介紹